# Pistolet SIG-HÄMMERLI P 240
Pistolet SIG-HÄMMERLI P 240 – szwajcarski 9 mm (0,38 calowy) pistolet sportowy.
Szwajcarski pistolet sportowy opracowany w 1974 roku przez firmę SIG Combibloc Group i Hämmerli do 0,38 calowego naboju pistoletowego Special Wadcutter. Później był również przystosowany do 0,32 calowego naboju pistoletowego Smith and Wesson Long Wadcutter i 0,22 calowego Long Rifle. Działa na zasadzie krótkiego odrzutu lufy, a ryglowanie następuje przez podniesienie wlotu lufy, której występy ryglowe wchodzą w wycięcia na zamku. Posiada mechanizm spustowy z samonapinaczem, a mechanizm uderzeniowy z kurkiem odkrytym. Broń produkowana jest z zestawem części wymiennych, które umożliwiają zmianę kalibru pistoletu (0,38, 0,32 i 0,22 cala). W składzie zestawu znajdują się trzy lufy, iglice i sprężyny powrotne zamków oraz magazynków. Może być w nim regulowana siła spustu dwuoporowego w zakresie od 1000 do 3600 g. Z lewej strony chwytu znajduje się bezpiecznik, który jest przesuwany ręcznie. Posiada dźwignię zwalniania zamka. Zasilany z magazynka o pojemności 5 nabojów.